# مطلوبیت نهایی

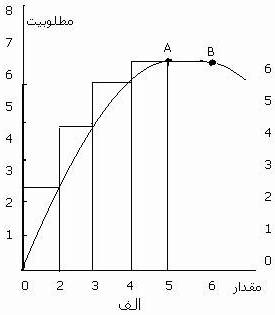
در نمودار مطلوبیت نهایی شیب ابتدا مثبت است. با افزایش مقدار (پایین نمودار)، شیب کاهش میابد تا جاییکه صفر شده و سپس منفی می‌گردد.

مطلوبیت نهایی اصطلاحی در علم اقتصاد است که به تغییرات مطلوبیت کل، حاصل از بدست آوردن مصرف یک یا چند واحد بیشتر از کالا یا خدمات اشاره دارد. مطلوبیت حاشیه‌ای، شیب منحنی مطلوبیت کل است. تا زمانی که مطلوبیت حاشیه‌ای مثبت باشد، مطلوبیت کل با ادامهٔ مصرف افزایش می‌یابد، اما در صورت منفی شدن مطلوبیت حاشیه‌ای، مطلوبیت کل هم کم می‌شود. در جایی که مطلوبیت کل بیشترین مقدار خود را دارد، مطلوبیت حاشیه‌ای صفر است. مطلوبیت حاشیه‌ای را می‌توان به صورت «تغییرات در مطلوبیت بر اثر مصرف یک واحد بیشتر از کالا» نیز تعریف کرد.
قانون کاهش مطلوبیت حاشیه‌ای که توسط آلفرد مارشال (۱۸۴۲–۱۹۲۴ میلادی) ارائه شده، بیان می‌کند که برای هر فرد مطلوبیت حاشیه‌ای هر چیزی با هر بار افزایش در میزان مصرفش، کاهش پیدا می‌کند. برای نمونه فردی که در طول یک بازهٔ زمانی یک هفته‌ای، یک بستنی می‌خورد، مقداری احساس رضایت (مطلوبیت) می‌کند، با خوردن بستنی دوم در همان هفته، میزان رضایتِ کل افزایش می‌یابد، اما میزان افزایش رضایت بر اثر خوردن بستنی دوم، احتمالاً کمتر از میزان افزایش رضایت بر اثر خوردن بستنی اول خواهد بود و در دفعات بعدی نیز این روند ادامه می‌یابد.
مطلوبیت حاشیه‌ای از واژه انگلیسی (marginal utility) گرفته شده‌است. مطلوبیت حاشیه‌ای کالایی مانند X عبارت است از تغییر در مطلوبیت نهایی (کل) در ازای یک واحد اضافی کالای X در هر واحد زمان. واژه مطلوبیت اولین بار به وسیله  جرمی بنتام انگلیسی مطرح شد. در هر حال نه وی و نه اقتصاددانان هم عصر وی رابطه بین ارزش کالا و مطلوبیتی که از مصرف کالا حاصل می‌شود را درک نکرده‌اند.

## شرط تعادل مصرف‌کننده (قانون برابری مطلوبیت‌های نهایی)
آدام اسمیت رابطه بین ارزش استفاده‌ای و ارزش مبادله‌ای کالا را تشخیص داد و مثال معروفش را در مورد الماس و آب بیان کرد. بدین ترتیب که الماس، قیمت (ارزش مبادله ای) بالایی دارد. اما ارزش آن برای زندگی کم است. یعنی ارزش استفاده‌ای کمی دارد. این در حالی است که آب قیمت (ارزش مبادله ای) کمی دارد اما برای زندگی بسیار ضروری است یعنی ارزش استفاده‌ای بسیار بالایی دارد. تنها ویلیام استنلی جونز بود که به رابطه بین مطلوبیت و قیمت اشاره کرد. او استدلال نمود که این مطلوبیت نهایی (و نه مطلوبیت کل) است که به قیمت مرتبط می‌شود. وی در کتابش (تئوری اقتصاد سیاسی) مطلوبیت نهایی را به صورت سیستماتیک بسط داده و باتوجه به مثال آب و الماس می‌توان نتایج وی را به صورت زیر نوشت:
(آب-مطلوبیت نهایی)/(آب-قیمت)=(الماس-مطلوبیت نهایی)/(الماس-قیمت)
این رابطه نشان می‌دهد که بین مطلوبیت آخرین واحد پولی که برای خرید آب و مطلوبیت آخرین واحد پولی که برای خرید الماس تخصیص داده‌است برابری بر قرار است. ما می‌توانیم قانون برابری مطلوبیت‌های نهایی را نه تنها در مورد دو شیء بلکه در مورد مجموعه‌ای از کالاها که مصرف‌کننده در لحظهٔ معینی می‌تواند درآمد خود را تقسیم کند تعمیم دهیم.
MU_1/P_1 =MU_2/P_2 =⋯=〖MU〗_n/P_n
بنابراین تعادل مصرف‌کننده به وضعیتی گفته می‌شود که یک فرد درآمد خود را به قسمتی برای خرید کالاهای متفاوت تقسیم کند که بیشترین ارضاء و مطلوبیت را به دست آورد.

## نظریهٔ کاردینالی مطلوبیت نهایی
تئوری کاردینالی مطلوبیت حاکی از آن است که مطلوبیت هم درست مثل قیمت قابل اندازه‌گیری است به این معنی که می‌توانیم مقدار مطلوبیت هر کالا را تعیین کنیم. برای مثال مصرف یک سیب ۲۰ یوتیل مطلوبیت دارد. در نظریهٔ کاردینالی مطلوبیت هم مطلوبیت کل وهم مطلوبیت نهایی قابل اندازه‌گیری است.گوسن که نظریه مطلوبیت ابتدا توسط وی مطرح شد معتقد بود که نه تنها مطلوبیت کل بلکه مطلوبیت نهایی نیز به واسطه اعداد قابل اندازه‌گیری می‌باشند.

## قانون نزولی بودن مطلوبیت نهایی
گوسن در قانون اول خود می‌گوید " مطلوبیت نهایی یک کالا با افزایش مصرف آن و با عدم تغییر مصرف کالاهای دیگر کاهش پیدا می‌کند. این قانون را " قانون نزولی بودن مطلوبیت نهایی " یا " قانون سیری " می‌نامیم. لازم است که یادآور شویم که ممکن است اندازهٔ مصرف برخی از کالاها ابتدا باعث افزایش مطلوبیت نهایی شود (مثل فرد تشنه‌ای که جرعهٔ اول آب را می‌نوشد) ولی بعد از آنکه مصرف آن از حدی گذشت مطلوبیت نهایی کاهش پیدا می‌کند و قانون نزولی بودن به قوت خود باقی خواهد ماند.
فردی به مصرف سیب می‌پردازد و برای هر سطح معلوم مصرف از این کالا، او بیشتر را به کمتر برای کالای دیگر ترجیح می‌دهد. حال اگر فرد از مصرف یک سیب ۱۰۰ واحد مطلوبیت کسب نماید و از طرفی از مصرف دو سیب ۱۷۰ واحد مطلوبیت به دست آورد مطلوبیت نهایی او از مصرف دومین سیب ۷۰ واحد است. اگر فرد میزان سیب مصرفی خود را افزایش دهد و در مجموع سه سیب مصرف کند کل مطلوبیت حاصل از مصرف میوه‌ها مثلاً ۲۰۰ واحد است و مصرف سیب سوم برای او ۳۰ واحد مطلوبیت ایجاد کرده‌است به ترتیب با افزایش مصرف سیب مطلوبیت نهایی کاهش میابد و این به معنای نزولی بودن مطلوبیت نهایی است.
تابع و منحنی مطلوبیت نهایی
نمودار مطلوبیت نهایی را از روی نمودار مطلوبیت کل می‌توان استخراج نمود. زمانی که مطلوبیت کل حداکثر می‌شود مطلوبیت نهایی صفر خواهد شد و از این به بعد با مصرف بیشتر مطلوبیت کل کاهش و مطلوبیت نهایی منفی می‌شود.
اگر تغییرات مقدار مصرف کالای Xزیاد باشد از روش خطی استفاده می‌کنیم:
MUᵪ =∆U/∆X
اگر تغییرات X کوچک باشد به مشتق‌گیری از تابع مطلوبیت کل می‌پردازیم: MUᵪ =lim∆U/∆X=du/dx مطلوبیت نهایی شیب منحنی مطلوبیت کل است بنابراین تا هنگامی که شیب منحنی مطلوبیت نهایی مثبت است مطلوبیت کل در حال افزایش است اشباع هنگامی رخ می‌دهد که مطلوبیت کل به حداکثر مقدار خود رسیده باشد که در این نقطه مطلوبیت نهایی صفر است.

## تابع مطلوبیت نهایی برگسون-ساموئلسون
وزن‌های رفاهی به این معنی هستند که بر اثر افزایش مصرف یا درآمد افراد مطلوبیت آن‌ها افزایش می‌یابد. این افزایش مطلوبیت را مطلوبیت نهایی مصرف یا درآمد می‌گوییم. در جامعه این تغییرات بر اثر اجرای یک برنامه یا طرح رخ خواهد داد. اگر اجرای طرح منجر به افزایش یکسان درآمد افراد فقیر و غنی شود به علت متفاوت بودن مطلوبیت نهایی درآمد دوگروه رفاهشان به یک میزان تغییر خواهد کرد و شایان ذکر است که مطلوبیت جامعه از افزایش مطلوبیت افراد فقیر بیشتر از افراد غنی افزایش پیدا می‌کند (چون مطلوبیت نهایی گروه فقیر بیشتر از مطلوبیت نهایی گروه غنی است). لذا مطابق نظر اسچرینر (۱۹۸۹،schreiner) به منظور رسیدن به حداکثر رفاه بر اثر اجرای یک پروژه اجتماعی بایستی هزینه‌ها و منافع آن طرح براساس مطلوبیت نهایی درآمد بین افراد توزیع شود یعنی به افراد فقیر درمقایسه با افراد غنی وزن بیشتری داده شود چرا که مطلوبیت نهایی درآمد نزولی است. پس می‌توان مناطق یک کشور را که از نظر مصرف (درآمد) سرانه متفاوت هستند تقسیم‌بندی کرد و وزن‌های مختلفی را بر اساس مطلوبیت نهاییشان نسبت داد. برای این کار باید از تابع رفاه اجتماعی استفاده شود که معمولاً آن را از نوع تابع مطلوبیت نهایی برگسون-ساموئلسون در نظر می‌گیرند.

## مطلوبیت نهایی و استخراج منحنی‌های بی‌تفاوتی
به دلیل وجود نقاط ضعف در نظریه مصرف‌کننده بر اساس مطلوبیت، نظریهٔ دیگری طرح و ارائه گردید که به نام منحنی‌های بی‌تفاوتی مشهور است. در این تحلیل به جای اندازه‌گیری مطلوبیت با اعداد از مطلوبیت رتبه‌بندی شده‌استفاده می‌شود، بدین ترتیب که اگر نتوانیم بگوییم فلان کالا ۳ یا ۴ درجه (یا واحد) مطلوبیت ایجاد می‌کند، می‌توانیم بگوییم که فلان کالا یا مجموعه کالا، مطلوبیتی کمتر ویا بیشتر از کالا یا مجموعه کالای دیگر به دست می‌دهد. براساس این نظریه فرد ویا خانوار می‌تواند مجموعه‌ای از مقادیر مختلف دو کالای تقریباً قابل جانشین که مطلوبیت یکسانی را به بار می‌آورد،انتخاب کند.